# Oligositinae
Oligositinae — підродина паразитичних перетинчастокрилих комах родини трихограматид (Trichogrammatidae).

## Опис
1-сегментовані верхньощелепні пальпи. Чоловічі статеві органи зі зрощеною генітальною капсулою та едеагусом, нерухомими один відносно одного.

## Класифікація
- триба Chaetostrichini
  - рід Aphelinoidea
  - рід Burksiella
- триба Oligositini
  - рід Oligosita
  - рід Pseudoligosita